# Uvaria nitida
Uvaria nitida este o specie de plante angiosperme din genul Uvaria, familia Annonaceae, descrisă de William Roxburgh. Conform Catalogue of Life specia Uvaria nitida nu are subspecii cunoscute.